# Зигемунд, Лаура
Лаура Натали Зигемунд (нем. Laura Natalie Siegemund; род. 4 марта 1988, Фильдерштадт, ФРГ) — немецкая теннисистка. Победительница одного турнира Большого шлема в парном разряде (Открытый чемпионат США-2020) и двух турниров в миксте (Открытый чемпионат США-2016, Открытый чемпионат Франции-2024); финалистка одного турнира Большого шлема в парном разряде (Открытый чемпионат США-2023); победительница одного Итогового турнира WTA в парном разряде (2023); победительница 18 турниров WTA (из них два в одиночном разряде); победительница United Cup (2024) в составе сборной Германии.

## Общая информация
Одна из трёх детей Бригитты и Харро Зигемундов; её брата зовут Арлен, а сестру — Сату.
В теннисе с трёх лет, любимые покрытия — хард и грунт.

## Спортивная карьера

### Начало карьеры
Первый турнир из цикла ITF выиграла в парном разряде в июле 2005 года в возрасте 17-ти лет. Дебют в WTA-туре также пришелся на парные соревнования. Лаура впервые выступила в основном туре, пройдя квалификационный отбор на турнир 1-я категории в Берлине в альянсе с Эммой Лайне в мае 2006 года. Первый успех в одиночках датируется ноябрем того же года, когда Зигемунд смогла победить на турнире ITF в Испании с призовым фондом 10 000 долларов. На первый одиночный турнир WTA она пробилась спустя четыре года в июле 2010 года, когда Лаура выступила на грунтовом турнире в Бостаде. В январе 2011 года немецкая теннисистка выиграла второй в карьере одиночный титул ITF на 25-тысячнике в США. Летом 2012 года Зигемунд выиграла три титула на грунтовых турнирах цикла ITF.
В 2013 году она победила ещё на трёх турнирах ITF. Первым ей покорился американский фьючерс, где в финале она обыграла теннисистку из Аргентины Флоренцию Молинеро со счётом 6-4 6-0. После этого успех Лауру поджидал на фьючерсе в Швейцарии. В финале ей противостояла бразильская теннисистка Беатрис Хаддад Майа. Лаура уверено довела матч до победы со счётом 6-2 6-3.
За сезон 2014 года она выиграла ещё два титула ITF и сыграла в основе на двух турнирах WTA.

### 2015—2016 (титул Большого шлема в миксте)

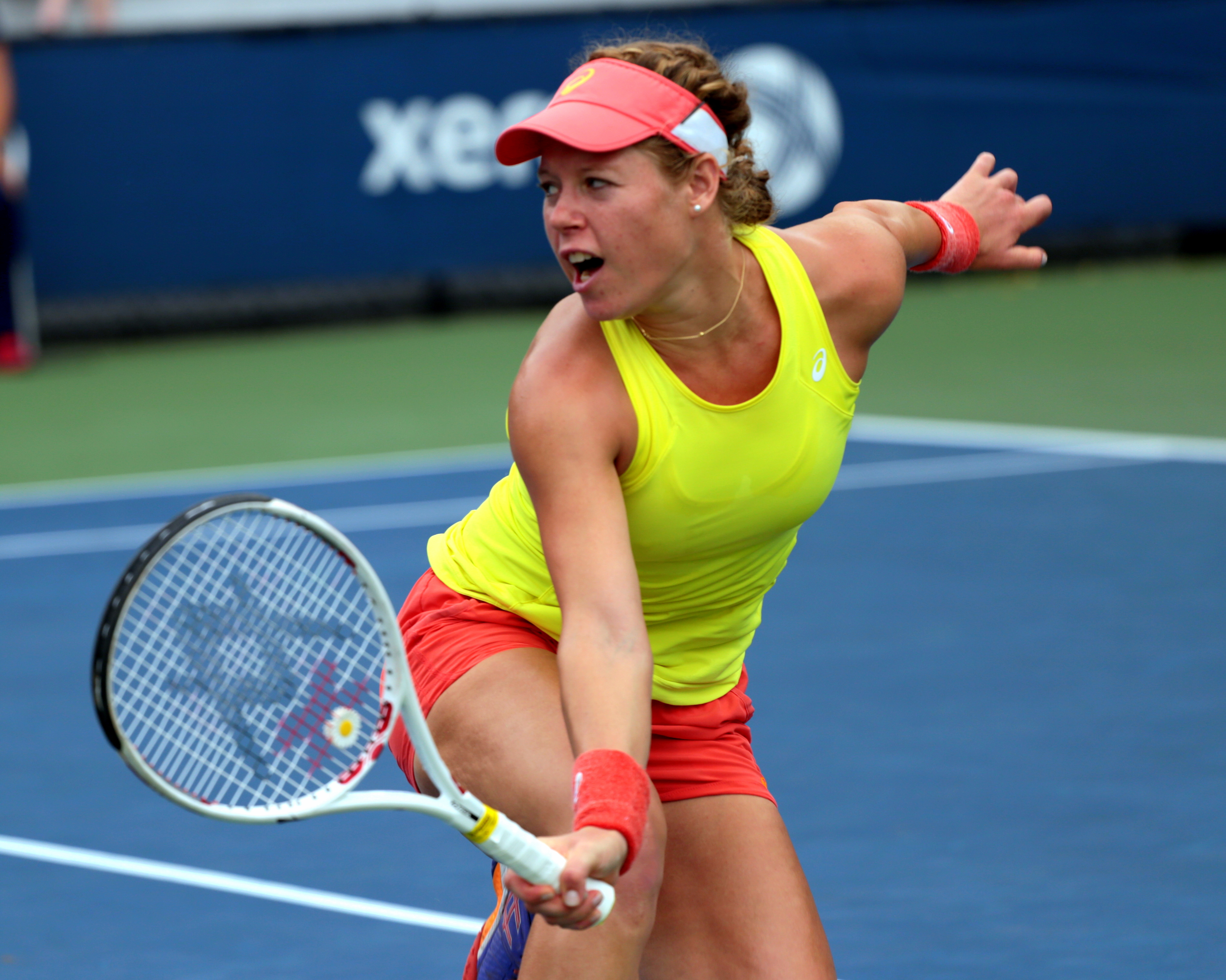
Зигемунд на Открытом чемпионате США 2015 года

В мае 2015 года в парном разряде Зигемунд смогла выйти в дебютный финал WTA. произошло это на турнире в Марракеше, где она выступила совместно с украинской спортсменкой Мариной Заневской. Уже в июне того же года Зигемунд смогла выиграть первый парный трофей WTA, победив в альянсе с Эйжой Мухаммад на турнире в Хертогенбосе. Затем Лаура, пройдя квалификацию на Уимблдонский турнир, дебютировала в основном розыгрыше турниров серии Большого шлема. В первом раунде она сразилась с россиянкой Светланой Кузнецовой и уступила в двух сетах. В июле на турнире во Флорианополисе немка впервые попадает в стадию четвертьфинала, а в парном розыгрыше берёт трофей в дуэте с Анникой Бек.
В августе 2015 года она отбирается на Открытый чемпионат США, где в первом раунде сыграла с № 4 в мировом рейтинге Петрой Квитовой и проигрывает ей, взяв всего два гейма. В сентябре после победы на 100-тысячнике ITF в Биаррице Зигемунд впервые поднимается в топ-100 женского одиночного рейтинга. В октябре на турнире в Люксембурге она смогла пройти в первом раунде на отказе от продолжения борьбы после двух сыгранных сетов представительницу первой десятки Тимею Бачински. В розыгрыше того турнира Зигемунд в итоге дошла до четвертьфинала, а в парном разряде сумела выиграть титул совместно с Моной Бартель. По итогам сезона немка заняла 90-е место в одиночном рейтинге и 44-е в парной классификации.
На дебютном для себя Открытом чемпионате Австралии Зигемунд смогла переиграть Кики Бертенс и сеянную под № 19 Елену Янкович. В третьем раунде она проиграла соотечественнице Аннике Бек. В апреле Лауре удалось выйти в стадию 1/4 финала на грунтовом турнире серии Премьер в Чарлстоне. Через две недели она великолепно выступила на Премьер-турнире в Штутгарте. Начав выступления с трёх раундов квалификации, Зигемунд обыграла на своём пути Анастасию Павлюченкову и после этого трёх теннисток из топ-10: Симону Халеп (№ 6 в мире), Роберту Винчи (№ 8) и Агнешку Радваньская (№ 2). Таким образом Лаура сотворила сенсацию и вышла в финал, где в борьбе за главный кубок проиграла третьей в мире на тот момент Анжелике Кербер — 4-6, 0-6. Благодаря этому выступлению, немка поднялась за неделю в рейтинге с 71-го на 42-е место. Открытый чемпионат Франции в мае завершился для Зигемунд уже в первом раунде поражением от Эжени Бушар.
В июне 2016 года совместно с Анной-Леной Фридзам Зигемунд сыграла в парном финале турнира на Мальорке. На Уимблдонском турнире она в первом раунде проиграла № 9 в мире Мэдисон Киз. В июле немецкая теннисистка вышла в полуфинал турнира в Бухаресте, а затем на турнире в Бостаде завоевала свой дебютный одиночный титул WTA. В финале она обыграла Катерину Синякову со счётом 7-5, 6-1. В августе Лаура приняла участие в первых для себя Олимпийских играх, которые проходили в Рио-де-Жанейро. В одиночном разряде она смогла добраться до четвертьфинала, где проиграла будущей олимпийской чемпионке Монике Пуиг. В парном разряде в альянсе с Анной-Леной Грёнефельд она выбывает уже на старте. На Открытом чемпионате США Зигемунд добралась до третьего раунда, где проиграла № 6 в мире Винус Уильямс. Главного результата на том турнире она добилась в смешанном парном разряде, где совместно с хорватом Мате Павичем завоевала первый в карьере Большой шлем.
| Стадия  | Соперники                       | Посев | Счёт       |
| 1 раунд | Кристина Макхейл Райан Харрисон | WC    | 7-6(4) 6-1 |
| 2 раунд | Абигейл Спирс Сантьяго Гонсалес |       | 6-4 6-2    |
| 1/4     | Николь Гиббс Деннис Новиков     | WC    | 6-2 7-6(2) |
| 1/2     | Чжань Юнжань Ненад Зимонич      |       | 7-6(5) 7-5 |
| Финал   | Коко Вандевеге Раджив Рам       | 7     | 6-4 6-4    |

В осенней части сезона Зигемунд не могла похвастаться хорошими результатами, выбывая на ранних стадиях. По итогам сезона 2016 года она заняла 31-е место в мировом рейтинге.

### 2017—2019

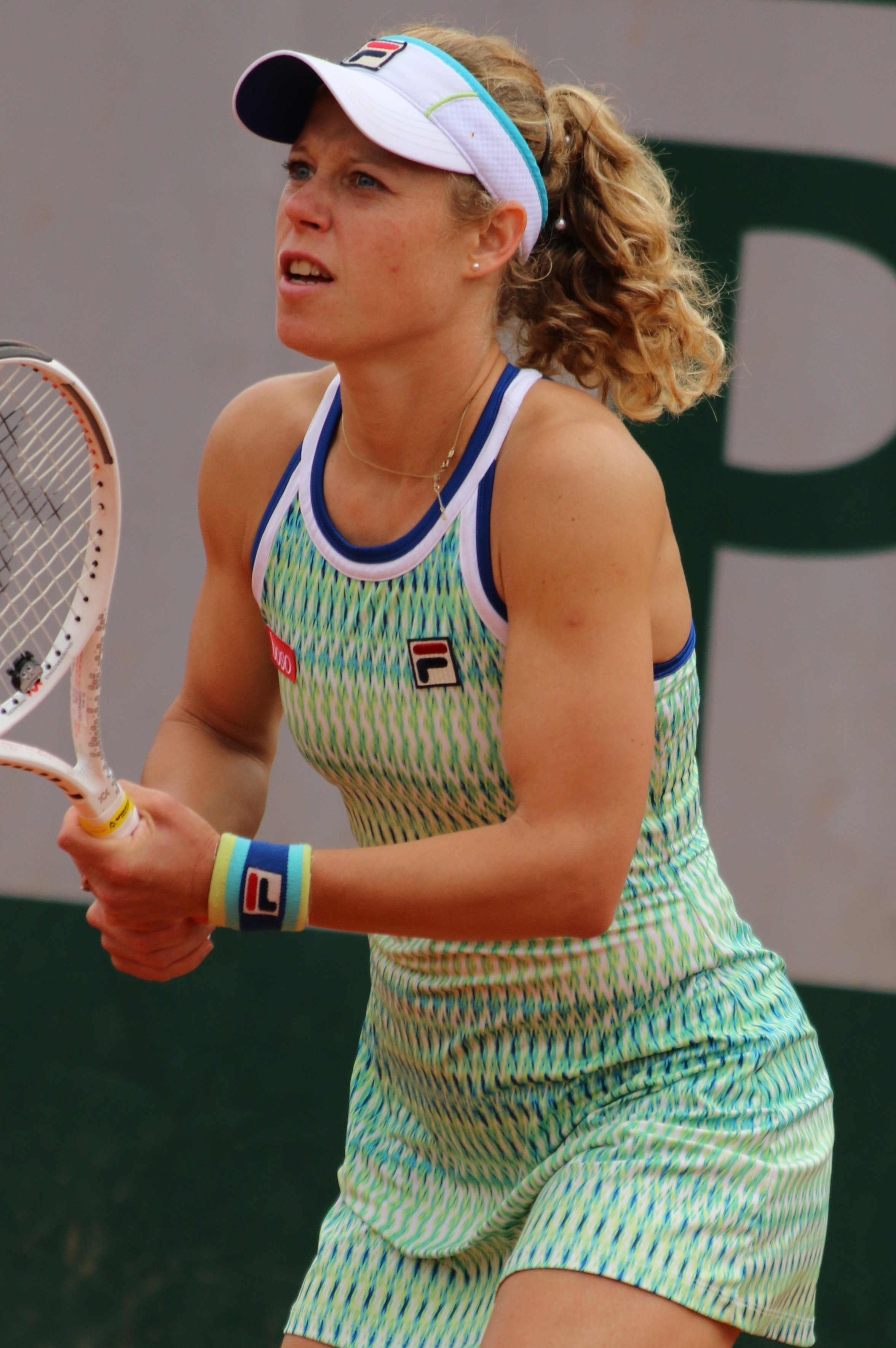
Зигемунд на Ролан Гаррос 2019 года

На Открытом чемпионате Австралии 2017 года Лаура выбывает уже в первом раунде. В феврале она сыграла первый матч за сборную Германии в розыгрыше Кубка Федерации. Зигемунд сыграла парную встречу в матче против сборной США и не смогла помочь, проиграв её в дуэте с Кариной Виттхёфт. В целом старт сезона получился у немки провальным. До конца марта у неё были семь поражений при одной победе в одиночном разряде.
Ситуация улучшилась с началом грунтового отрезка сезона. В апреле 2017 года Лаура Зигемунд на турнире в Чарлстоне смогла добраться до полуфинала, в котором уступила Дарье Касаткиной (6:3, 2:6, 1:6). В конце апреля Лаура на домашнем Премьер-турнире в Штутгарте. Зигемунд обыграла трёх теннисисток из первой десятки: Светлану Кузнецову (№ 9 в мире), Каролину Плишкову (№ 3) и Симону Халеп (№ 5). В финале она обыграла Кристину Младенович из Франции (6:1, 2:6, 7:6). Победу в Штутгарте позволила вернуться на время в топ-30 одиночного рейтинга. В мае Зигемунд получила травму колена на турнире в Нюрнберге и вынуждена была простить остаток сезона и старт следующего.
На корт Зигемунд вернулась в марте 2018 года. Восстановление формы происходило постепенно. В июле Лаура на 60-тысячнике из цикла ITF в Ферсмольде смогла добраться до первого финала после травмы. Она проиграла его теннисистке из Сербии Ольге Данилович. Затем Зигемунд вышла в четвертьфинала на двух турнирах WTA подряд (в Бухаресте и Москве). В начале августа в Германии она взяла титул на 25-тысячнике, а затем вышла в финал на 60-тысячнике из цикла ITF. На турнире в Нью-Хейвене в парном разряде в дуэте с Се Шувэй добралась до финала. На Открытом чемпионате США она проиграла в первом раунде в одиночках и в третьем раунде в парах (в дуэте с Людмилой Киченок). Осенью Зигемунд выиграла парный приз турнира в Москве в партнёрстве с Александрой Пановой.
В первом раунде Открытого чемпионата Австралии 2019 года Зигемунд смогла обыграть Викторию Азаренко, а затем проиграла Се Шувэй во втором. Также во втором раунде она проиграла на Ролан Гаррос, Уимблдоне и Открытом чемпионате США, где в парном разряде дошла до стадии третьих раундов в альянсе с Анной-Леной Фридзам. На Уимблдоне она также смогла выйти в 1/4 финала в миксте в дуэте с Артёмом Ситаком. В июле на турнире в Бухаресте Зигемунд впервые в сезоне добралась до полуфинала. Осенью она вышла в 1/4 финала в Хиросиме и турнира в Люксембурге. На турнире в Гуанчжоу она смогла выиграть парный приз совместно с китаянкой Пэн Шуай. Год Зигемунд завершила в топ-100 одиночного и парного рейтинга.

### 2020—2021 (парный титул Большого шлема в США)
На старте сезона 2020 года Зигемунд вышла в четвертьфинал в Окленде, а на Открытом чемпионате Австралии выбыла во втором раунде. После паузы в сезоне на Открытом чемпионате США она проиграла в первом раунде, но в парном разряде её ждал успех. Зигемунд сыграла в паре с опытной россиянкой Верой Звонарёвой и их сотрудничество принесло титул Большого шлема.
| Стадия  | Соперницы (посев)                      | Рейтинг | Счёт        |
| 1 раунд | Алекса Гуарачи Дезире Кравчик          | 42 / 34 | 6-3 6-0     |
| 2 раунд | Виктория Азаренко София Кенин (7)      | 20 / 31 | 7-6(4) 6-3  |
| 1/4     | Элизе Мертенс Арина Соболенко (2)      | 6 / 5   | 6-4 7-6(1)  |
| 1/2     | Анна Блинкова Вероника Кудерметова (7) | 54 / 26 | 5-7 6-3 7-5 |
| Финал   | Николь Мелихар Сюй Ифань (3)           | 16 / 8  | 6-4 6-4     |

После титула в США Зигимунд сыграла на Ролан Гаррос и смогла впервые в карьере выйти в четвертьфинал в одиночном разряде на Больших шлемах.
В 2021 году Зигимунд выступала без заметных результатов. Единственного четвертьфинала в одиночках она добилась в июне на небольшом турнире WTA в Бад-Хомбурге. Летом на Олимпийских играх, которые проводились в Токио Зигемунд выступила во всех трёх разрядах, но лишь в миксте смогла выиграть один матч с партнёром Кевином Кравицом, а в остальных уступала уже в стартовых матчах.

## Итоговое место в рейтинге WTA по годам
| Год  | Одиночный рейтинг | Парный рейтинг |
| 2024 | 84                | 21             |
| 2023 | 86                | 5              |
| 2022 | 169               | 27             |
| 2021 | 124               | 58             |
| 2020 | 50                | 41             |
| 2019 | 73                | 82             |
| 2018 | 117               | 80             |
| 2017 | 69                | 128            |
| 2016 | 31                | 86             |
| 2015 | 90                | 44             |
| 2014 | 161               | 232            |
| 2013 | 235               | 488            |
| 2012 | 383               | 1 083          |
| 2011 | 243               | 289            |
| 2010 | 225               | 179            |
| 2009 | 227               | 152            |
| 2008 | 307               | 211            |
| 2007 | 319               | 372            |
| 2006 | 367               | 206            |
| 2005 | 353               | 432            |
| 2004 | 847               |                |
| 2003 | 601               |                |
| 2002 | 1 235             |                |

## Выступления на турнирах

### Финалы турнировWTAв одиночном разряде (5)

#### Победы (2)
| Легенда:                                     |
| -------------------------------------------- |
| Турниры Большого шлема (0+1+2)*              |
| Олимпиада (0)                                |
| Итоговый турнир WTA (0+1)                    |
| Premier Mandatory / WTA 1000 Mandatory (0+1) |
| Premier 5 / WTA 1000 (0)                     |
| Premier / WTA 500 (1+2)                      |
| International / WTA 250 (1+11)               |

| Титулы по покрытиям | Титулы по месту проведения матчей турнира |
| ------------------- | ----------------------------------------- |
| Хард (0+13+1)*      | Зал (1+3)                                 |
| Грунт (2+1+1)       | Зал (1+3)                                 |
| Трава (0+2)         | Открытый воздух (1+13+2)                  |
| Ковёр (0)           | Открытый воздух (1+13+2)                  |

* количество побед в одиночном разряде + количество побед в парном разряде + количество побед в миксте.
| №  | Дата           | Турнир             | Покрытие    | Соперница в финале  | Счёт           |
| 1. | 24 июля 2016   | Бостад, Швеция     | Грунт       | Катерина Синякова   | 7-5 6-1        |
| 2. | 30 апреля 2017 | Штутгарт, Германия | Грунт (зал) | Кристина Младенович | 6-1 2-6 7-6(5) |

#### Поражения (3)
| №  | Дата             | Турнир               | Покрытие    | Соперница в финале | Счёт    |
| 1. | 24 апреля 2016   | Штутгарт, Германия   | Грунт (зал) | Анжелика Кербер    | 4-6 0-6 |
| 2. | 30 июля 2023     | Варшава, Польша      | Грунт       | Ига Свёнтек        | 0-6 1-6 |
| 3. | 22 сентября 2024 | Хуахин, Таиланд (II) | Хард        | Ребекка Шрамкова   | 4-6 4-6 |

### Финалы турнировITFв одиночном разряде (28)

#### Победы (14)
| Легенда:                    |
| --------------------------- |
| 100.000 USD (1)*            |
| 80.000 (75.000)** USD (0)   |
| 60.000 (50.000)** USD (1+2) |
| 25.000 USD (9+14)           |
| 15.000 (10.000)** USD (3+4) |

** призовой фонд до 2017 года
| Титулы по покрытиям | Титулы по месту проведения матчей турнира |
| ------------------- | ----------------------------------------- |
| Хард (0+6)*         | Зал (0+1)                                 |
| Грунт (14+14)       | Зал (0+1)                                 |
| Трава (0)           | Открытый воздух (12+19)                   |
| Ковёр (0)           | Открытый воздух (12+19)                   |

* количество побед в одиночном разряде + количество побед в парном разряде.
| №   | Дата             | Турнир                      | Покрытие | Соперница в финале     | Счёт           |
| 1.  | 12 ноября 2006   | Мальорка, Испания           | Грунт    | Грасия Радованович     | 6-4 6-1        |
| 2.  | 23 января 2011   | Лутц, США                   | Грунт    | Джессика Пегула        | 6-7(4) 6-1 6-2 |
| 3.  | 22 июля 2012     | Дармштадт, Германия         | Грунт    | Анна Каролина Шмидлова | 7-6(7) 6-3     |
| 4.  | 29 июля 2012     | Хорб-на-Неккаре, Германия   | Грунт    | Гая Санези             | 6-3 6-0        |
| 5.  | 19 августа 2012  | Ратинген, Германия          | Грунт    | Кейтлин Хуриски        | 6-2 6-1        |
| 6.  | 7 апреля 2013    | Джексон, США                | Грунт    | Флоренсия Молинеро     | 6-4 6-0        |
| 7.  | 23 июня 2013     | Ленцерхайде, Швейцария      | Грунт    | Беатрис Хаддад Майя    | 6-2 6-3        |
| 8.  | 30 июня 2013     | Файхинген-на-Энце, Германия | Грунт    | Виктория Голубич       | 6-3 3-6 7-6(4) |
| 9.  | 12 января 2014   | Виро-Бич, США               | Грунт    | Габриэла Дабровски     | 6-3 7-6(10)    |
| 10. | 13 апреля 2014   | Пелем, США                  | Грунт    | Юлия Путинцева         | 6-1 6-4        |
| 11. | 13 сентября 2015 | Биарриц, Франция            | Грунт    | Ромина Опранди         | 7-5 6-3        |
| 12. | 5 августа 2018   | Бад-Заульгау, Германия      | Грунт    | Александра Каданцу     | 6-4 6-2        |
| 13. | 5 июня 2022      | Анненхайм, Австрия          | Грунт    | Лена Пападакис         | 6-3 6-2        |
| 14. | 12 июня 2022     | Пёрчах-ам-Вёртерзе, Австрия | Грунт    | Виктория Кужмова       | 6-2 6-2        |

#### Поражения (14)
| №   | Дата             | Турнир                 | Покрытие   | Соперница в финале  | Счёт          |
| 1.  | 14 октября 2006  | Лагос, Нигерия         | Хард       | Магдалена Кищинская | 4-6 2-6       |
| 2.  | 10 ноября 2007   | Джуния, Ливан          | Грунт      | Мария Корытцева     | 1-6 3-6       |
| 3.  | 12 апреля 2009   | Джексон, США           | Грунт      | Юлиана Федак        | 2-6 1-6       |
| 4.  | 10 мая 2009      | Индиан-Харбор-Бич, США | Грунт      | Мелани Уден         | 5-7 7-5 2-6   |
| 5.  | 2 мая 2009       | Шарлоттсвилл, США      | Грунт      | Михаэлла Крайчек    | 2-6 4-6       |
| 6.  | 6 мая 2012       | Висбаден, Германия     | Грунт      | Анна Данилина       | 6-7(2) 6-7(4) |
| 7.  | 20 января 2013   | Штутгарт, Германия     | Хард (зал) | Юлия Киммельманн    | 4-6 3-6       |
| 8.  | 10 августа 2014  | Хехинген, Германия     | Грунт      | Карина Виттхёфт     | 6-4 4-6 3-6   |
| 9.  | 9 ноября 2014    | Шарм-эш-Шейх, Египет   | Хард       | Евгения Родина      | 2-6 2-6       |
| 10. | 16 ноября 2014   | Шарм-эш-Шейх, Египет   | Хард       | Евгения Родина      | 7-5 3-6 2-6   |
| 11. | 19 апреля 2015   | Пелем, США             | Грунт      | Ангелина Калинина   | 3-6 5-7       |
| 12. | 20 сентября 2015 | Сен-Мало, Франция      | Грунт      | Дарья Касаткина     | 5-7 6-7(4)    |
| 13. | 15 июля 2018     | Ферсмольд, Германия    | Грунт      | Ольга Данилович     | 7-5 1-6 3-6   |
| 14. | 12 августа 2018  | Хехинген, Германия     | Грунт      | Екатерина Горгодзе  | 2-6 1-6       |

### Финалы турниров Большого шлема в парном разряде (2)

#### Победа (1)
| №  | Год  | Турнир                 | Покрытие | Партнёр        | Соперницы в финале       | Счёт    |
| 1. | 2020 | Открытый чемпионат США | Хард     | Вера Звонарёва | Николь Мелихар Сюй Ифань | 6-4 6-4 |

#### Поражение (1)
| №  | Год  | Турнир                 | Покрытие | Партнёр        | Соперницы в финале              | Счёт       |
| 1. | 2023 | Открытый чемпионат США | Хард     | Вера Звонарёва | Габриэла Дабровски Эрин Рутлифф | 6-7(9) 3-6 |

### Финалы Итогового турнираWTAв парном разряде (1)

#### Победа (1)
| №  | Год  | Турнир          | Покрытие | Партнёрша      | Соперница в финале                  | Счёт    |
| 1. | 2023 | Канкун, Мексика | Хард     | Вера Звонарёва | Николь Мелихар-Мартинес Эллен Перес | 6-4 6-4 |

### Финалы турнировWTAв парном разряде (25)

#### Победы (16)
| №   | Дата             | Турнир                    | Покрытие   | Партнёрша           | Соперницы в финале                            | Счёт           |
| 1.  | 14 июня 2015     | Хертогенбос, Нидерланды   | Трава      | Эйжа Мухаммад       | Анастасия Павлюченкова Елена Янкович          | 6-3 7-5        |
| 2.  | 31 июля 2015     | Флорианополис, Бразилия   | Грунт      | Анника Бек          | Мария Иригойен Паула Каня                     | 6-3 7-6(1)     |
| 3.  | 25 октября 2015  | Люксембург                | Хард (зал) | Мона Бартель        | Анабель Медина Гарригес Аранча Парра Сантонха | 6-2 7-6(2)     |
| 4.  | 19 октября 2018  | Москва, Россия            | Хард (зал) | Александра Панова   | Йоана Ралука Олару Дарья Юрак                 | 6-2 7-6(2)     |
| 5.  | 21 сентября 2019 | Гуанчжоу, Китай           | Хард       | Пэн Шуай            | Алекса Гуарачи Гильяна Ольмос                 | 6-2 6-1        |
| 6.  | 11 сентября 2020 | Открытый чемпионат США    | Хард       | Вера Звонарёва      | Николь Мелихар Сюй Ифань                      | 6-4 6-4        |
| 7.  | 6 марта 2022     | Лион, Франция             | Хард (зал) | Вера Звонарёва      | Алисия Барнетт Оливия Николлс                 | 7-5 6-1        |
| 8.  | 3 апреля 2022    | Майами, США               | Хард       | Вера Звонарёва      | Вероника Кудерметова Элизе Мертенс            | 7-6(3) 7-5     |
| 9.  | 16 октября 2022  | Клуж-Напока, Румыния      | Хард (зал) | Кирстен Флипкенс    | Камилла Рахимова Яна Сизикова                 | 6-3 7-5        |
| 10. | 14 января 2023   | Хобарт, Австралия         | Хард       | Кирстен Флипкенс    | Виктория Голубич Панна Удварди                | 6-4 7-5        |
| 11. | 5 августа 2023   | Вашингтон, США            | Хард       | Вера Звонарёва      | Алекса Гуарачи Моника Никулеску               | 6-4 6-4        |
| 12. | 30 сентября 2023 | Нинбо, Китай              | Хард       | Вера Звонарёва      | Го Ханьюй Цзян Синьюй                         | 4-6 6-3 [10-5] |
| 13. | 22 октября 2023  | Наньчан, Китай            | Хард       | Вера Звонарёва      | Макото Ниномия Эри Ходзуми                    | 6-4 6-2        |
| 14. | 6 ноября 2023    | Итоговый турнир WTA       | Хард       | Вера Звонарёва      | Николь Мелихар-Мартинес Эллен Перес           | 6-4 6-4        |
| 15. | 20 октября 2024  | Осака, Япония             | Хард       | Эна Сибахара        | Кристина Букша Моника Никулеску               | 3-6 6-2 [10-2] |
| 16. | 22 июня 2025     | Ноттингем, Великобритания | Трава      | Беатрис Хаддад Майя | Анна Данилина Эна Сибахара                    | 6-3 6-2        |

#### Поражения (9)
| №  | Дата             | Турнир                 | Покрытие   | Партнёрша               | Соперницы в финале                            | Счёт              |
| 1. | 1 мая 2015       | Марракеш, Марокко      | Грунт      | Марина Заневская        | Тимея Бабош Кристина Младенович               | 1-6 6-7(5)        |
| 2. | 19 июня 2016     | Мальорка, Испания      | Трава      | Анна-Лена Фридзам       | Габриэла Дабровски Мария Хосе Мартинес Санчес | 4-6 2-6           |
| 3. | 25 августа 2018  | Нью-Хейвен, США        | Хард       | Се Шувэй                | Андреа Сестини Главачкова Барбора Стрыцова    | 4-6 7-6(7) [4-10] |
| 4. | 2 октября 2022   | Таллин, Эстония        | Хард (зал) | Николь Мелихар-Мартинес | Людмила Киченок Надежда Киченок               | 5-7 6-4 [7-10]    |
| 5. | 18 марта 2023    | Индиан-Уэлс, США       | Хард       | Беатрис Хаддад Майя     | Барбора Крейчикова Катерина Синякова          | 1-6 7-6(3) [7-10] |
| 6. | 10 сентября 2023 | Открытый чемпионат США | Хард       | Вера Звонарёва          | Габриэла Дабровски Эрин Рутлифф               | 6-7(9) 3-6        |
| 7. | 5 мая 2024       | Мадрид, Испания        | Грунт      | Барбора Крейчикова      | Кристина Букша Сара Соррибес Тормо            | 0-6 2-6           |
| 8. | 27 октября 2024  | Токио, Япония          | Хард       | Эна Сибахара            | Сюко Аояма Эри Ходзуми                        | 4-6 6-7(3)        |
| 9. | 10 января 2025   | Аделаида, Австралия    | Хард       | Беатрис Хаддад Майя     | Го Ханьюй Александра Панова                   | 5-7 4-6           |

### Финалы турнировITFв парном разряде (32)

#### Победы (20)
| №   | Дата            | Турнир                      | Покрытие   | Партнёрша            | Соперницы в финале                    | Счёт                 |
| 1.  | 10 июля 2005    | Дармштадт, Германия         | Грунт      | Ванесса Хенке        | Василиса Бардина Ярослава Шведова     | 6-4 6-2              |
| 2.  | 30 июля 2006    | Ле-Контамин-Монжуа, Франция | Хард       | Катарина Феррейра    | Каролина Маес Кристина Хориатопулос   | 6-4 2-6 7-5          |
| 3.  | 20 августа 2006 | Вальштедт, Германия         | Грунт      | Юлия Гёргес          | Неда Козич Ралука Чулей               | 6-1 6-3              |
| 4.  | 14 октября 2006 | Лагос, Нигерия              | Хард       | Магда Михалаке       | Лиза Сабино Монтини Тангпхонг         | 6-3 6-3              |
| 5.  | 17 июня 2007    | Ленцерхайде, Швейцария      | Грунт      | Ева-Мария Хох        | Амра Садикович Паола Спровири         | 6-4 6-3              |
| 6.  | 6 июля 2008     | Файхинген, Германия         | Грунт      | Кристина Барруа      | Каталин Мароши Марина Таварес         | 6-3 6-4              |
| 7.  | 22 ноября 2008  | Калькутта, Индия            | Грунт      | Агнеш Сатмари        | Лу Цзинцзин Сунь Шэннань              | 7-5 6-3              |
| 8.  | 29 ноября 2008  | Сен-Дени, Франция           | Хард       | Кармен Клашка        | Сурина де Бер Тамарин Хендлер         | 6-3 6-1              |
| 9.  | 21 июня 2009    | Монпелье, Франция           | Грунт      | Юлия Бейгельзимер    | Штефания Боффа Стори Твиди-Ейтс       | 6-4 6-1              |
| 10. | 5 июля 2009     | Файхинген-на-Энце, Германия | Грунт      | Каталин Мароши       | Катрин Вёрле Леони Мекель             | 7-6(2) 6-7(6) [10-4] |
| 11. | 14 февраля 2010 | Лагуна-Нигел, США           | Хард       | Анастасия Пивоварова | Элизабет Люмпкин Аманда Финк          | 6-2 6-3              |
| 12. | 6 июня 2010     | Брно, Чехия                 | Грунт      | Кармен Клашка        | Дарья Кустова Леся Цуренко            | Без игры             |
| 13. | 20 июня 2010    | Монпелье, Франция           | Грунт      | Лу Цзинцзин          | Людмила Киченок Амандин Эсс           | 6-4 6-2              |
| 14. | 18 июля 2010    | Дармштадт, Германия         | Грунт      | Виталия Дьяченко     | Ирина-Камелия Бегу Эрика Сэма         | 4-6 6-1 [10-4]       |
| 15. | 6 мая 2012      | Висбаден, Германия          | Грунт      | Кейтлин Хуриски      | Сильвия Загорская Александра Романова | 6-0 6-0              |
| 16. | 17 февраля 2013 | Лаймен, Германия            | Хард (зал) | Каролина Даниэльс    | Антония Лоттнер Дарья Сальникова      | 6-1 6-4              |
| 17. | 30 июня 2013    | Файхинген-на-Энце, Германия | Грунт      | Кристина Барруа      | Сандра Заневская Штефани Фогт         | 7-6(1) 6-4           |
| 18. | 29 июня 2014    | Файхинген-на-Энце, Германия | Грунт      | Виктория Голубич     | Лесли Керкхове Аранча Рус             | 6-3 6-3              |
| 19. | 9 ноября 2014   | Шарм-эш-Шейх, Египет        | Хард       | Антония Лоттнер      | Настя Колар Ольга Янчук               | 6-1 6-1              |
| 20. | 5 июня 2015     | Брешиа, Италия              | Грунт      | Рената Ворачова      | Мария Иригойен Штефани Фогт           | 6-2 6-1              |

#### Поражения (12)
| №   | Дата            | Турнир             | Покрытие    | Партнёрша          | Соперницы в финале                | Счёт           |
| 1.  | 17 июля 2005    | Гархинг, Германия  | Грунт       | Ленка Длгопольцова | Зузана Гейдова Ева-Мария Хох      | 6-4 4-6 3-6    |
| 2.  | 19 ноября 2006  | Мальорка, Испания  | Грунт       | Аня Прислан        | Нурия Санчес Гарсия Неуза Силва   | 3-6 1-6        |
| 3.  | 26 августа 2007 | Марибор, Словения  | Грунт       | Ана Йованович      | Михаэла Паштикова Дарья Юрак      | 6-1 4-6 1-6    |
| 4.  | 11 октября 2008 | Джуния, Ливан      | Грунт       | Кармен Клашка      | Анастасия Екимова Хайенн Эвейк    | 5-7 5-7        |
| 5.  | 9 ноября 2008   | Исманинг, Германия | Ковёр (зал) | Юлия Гёргес        | Оксана Любцова Ксения Первак      | 2-6 6-4 [7-10] |
| 6.  | 1 февраля 2009  | Лагуна-Нигел, США  | Хард        | Меган Мултон-Леви  | Ванесса Хенке Дарья Юрак          | 6-4 3-6 [8-10] |
| 7.  | 22 марта 2009   | Каир, Египет       | Грунт       | Меган Мултон-Леви  | Анико Капрош Каталин Мароши       | 5-7 3-6        |
| 8.  | 14 марта 2010   | Клирвотер, США     | Хард        | Алина Жидкова      | Сюй Ифань Чжоу Имяо               | 4-6 4-6        |
| 9.  | 26 июня 2010    | Гечо, Испания      | Грунт       | Лу Цзинцзин        | Сандра Клеменшиц Андрея Клепач    | 0-6 0-6        |
| 10. | 17 октября 2010 | Трой, США          | Хард        | Алина Жидкова      | Мэдисон Бренгл Эйжа Мухаммад      | 2-6 4-6        |
| 11. | 7 августа 2011  | Хехинген, Германия | Грунт       | Корина Перкович    | Сандра Клеменшиц Татьяна Малек    | 6-4 2-6 [7-10] |
| 12. | 21 июня 2015    | Монпелье, Франция  | Грунт       | Рената Ворачова    | Мария Иригойен Барбора Крейчикова | 4-6 2-6        |

### Финалы турниров Большого шлема в смешанном парном разряде (2)

#### Победы (2)
| №  | Год  | Турнир                     | Покрытие | Партнёр            | Соперники в финале         | Счёт    |
| 1. | 2016 | Открытый чемпионат США     | Хард     | Мате Павич         | Коко Вандевеге Раджив Рам  | 6-4 6-4 |
| 2. | 2024 | Открытый чемпионат Франции | Грунт    | Эдуар Роже-Васслен | Дезире Кравчик Нил Скупски | 6-4 7-5 |

### Финалы командных турниров (1)

#### Победы (1)
| №  | Год  | Турнир     | Команда                                                                        | Соперник в финале                                                               | Счёт в финале |
| 1. | 2024 | United Cup | Германия · К. Венельт, А. Зверев, Л. Зигемунд, А.Кербер, Т. Мария, М. Мартерер | Польша · Я. Зелиньский, К. Кава, Д. Михальский, К. Питер, И. Свёнтек, Х. Хуркач | 2-1           |

## История выступлений на турнирах
По состоянию на 18 марта 2024 года
Для того, чтобы предотвратить неразбериху и удваивание счета, информация в этой таблице корректируется только по окончании участия там данного игрока.
| Турнир                       | 2015  | 2016  | 2017          | 2018          | 2019          | 2020          | 2021  | 2022          | 2023          | 2024  | Итог   | В/П за карьеру |
| ---------------------------- | ----- | ----- | ------------- | ------------- | ------------- | ------------- | ----- | ------------- | ------------- | ----- | ------ | -------------- |
| Турниры Большого шлема       |       |       |               |               |               |               |       |               |               |       |        |                |
| Открытый чемпионат Австралии | -     | 1Р    | 2Р            | -             | 1Р            | 1Р            | 3Р    | -             | 1Р            | 1/4   | 0 / 7  | 6-7            |
| Открытый чемпионат Франции   | -     | 3Р    | -             | -             | 3Р            | 2Р            | 3Р    | 1Р            | 1Р            |       | 0 / 6  | 7-6            |
| Уимблдонский турнир          | К     | 1Р    | -             | -             | 3Р            | НП            | 3Р    | -             | 1/4           |       | 0 / 4  | 6-4            |
| Открытый чемпионат США       | 2Р    | 1Р    | -             | 3Р            | 3Р            | П             | -     | -             | Ф             |       | 1 / 6  | 15-5           |
| Итог                         | 0 / 1 | 0 / 4 | 0 / 1         | 0 / 1         | 0 / 4         | 1 / 3         | 0 / 3 | 0 / 1         | 0 / 4         | 0 / 1 | 1 / 23 |                |
| В/П в сезоне                 | 1-1   | 2-4   | 1-1           | 2-1           | 6-4           | 6-2           | 6-3   | 0-1           | 7-4           | 3-1   |        | 34-22          |
| Олимпийские игры             |       |       |               |               |               |               |       |               |               |       |        |                |
| Летняя олимпиада             | НП    | 1Р    | Не проводился | Не проводился | Не проводился | Не проводился | 1Р    | Не проводился | Не проводился |       | 0 / 2  | 0-2            |
| Итоговые турниры             |       |       |               |               |               |               |       |               |               |       |        |                |
| Итоговый турнир WTA          | -     | -     | -             | -             | -             | НП            | -     | -             | П             |       | 1 / 1  | 4-1            |

| Турнир                       | 2016  | 2017          | 2018          | 2019          | 2021  | 2022          | 2023          | 2024  | Итог   | В/П за карьеру |
| ---------------------------- | ----- | ------------- | ------------- | ------------- | ----- | ------------- | ------------- | ----- | ------ | -------------- |
| Турниры Большого шлема       |       |               |               |               |       |               |               |       |        |                |
| Открытый чемпионат Австралии | -     | 1Р            | -             | -             | 1Р    | -             | -             | 1/4   | 0 / 3  | 2-3            |
| Открытый чемпионат Франции   | -     | -             | -             | -             | 1Р    | 1Р            | -             |       | 0 / 2  | 0-2            |
| Уимблдонский турнир          | 2Р    | -             | -             | 1/4           | -     | -             | 1Р            |       | 0 / 3  | 4-3            |
| Открытый чемпионат США       | П     | -             | 1Р            | 1Р            | -     | 1Р            | 1Р            |       | 1 / 5  | 5-4            |
| Итог                         | 1 / 2 | 0 / 1         | 0 / 1         | 0 / 2         | 0 / 2 | 0 / 2         | 0 / 2         | 0 / 1 | 1 / 13 |                |
| В/П в сезоне                 | 6-1   | 0-1           | 0-1           | 3-2           | 0-2   | 0-2           | 0-2           | 2-1   |        | 11-12          |
| Олимпийские игры             |       |               |               |               |       |               |               |       |        |                |
| Летняя олимпиада             | -     | Не проводился | Не проводился | Не проводился | 1/4   | Не проводился | Не проводился |       | 0 / 1  | 1-1            |